# Economia das Maldivas

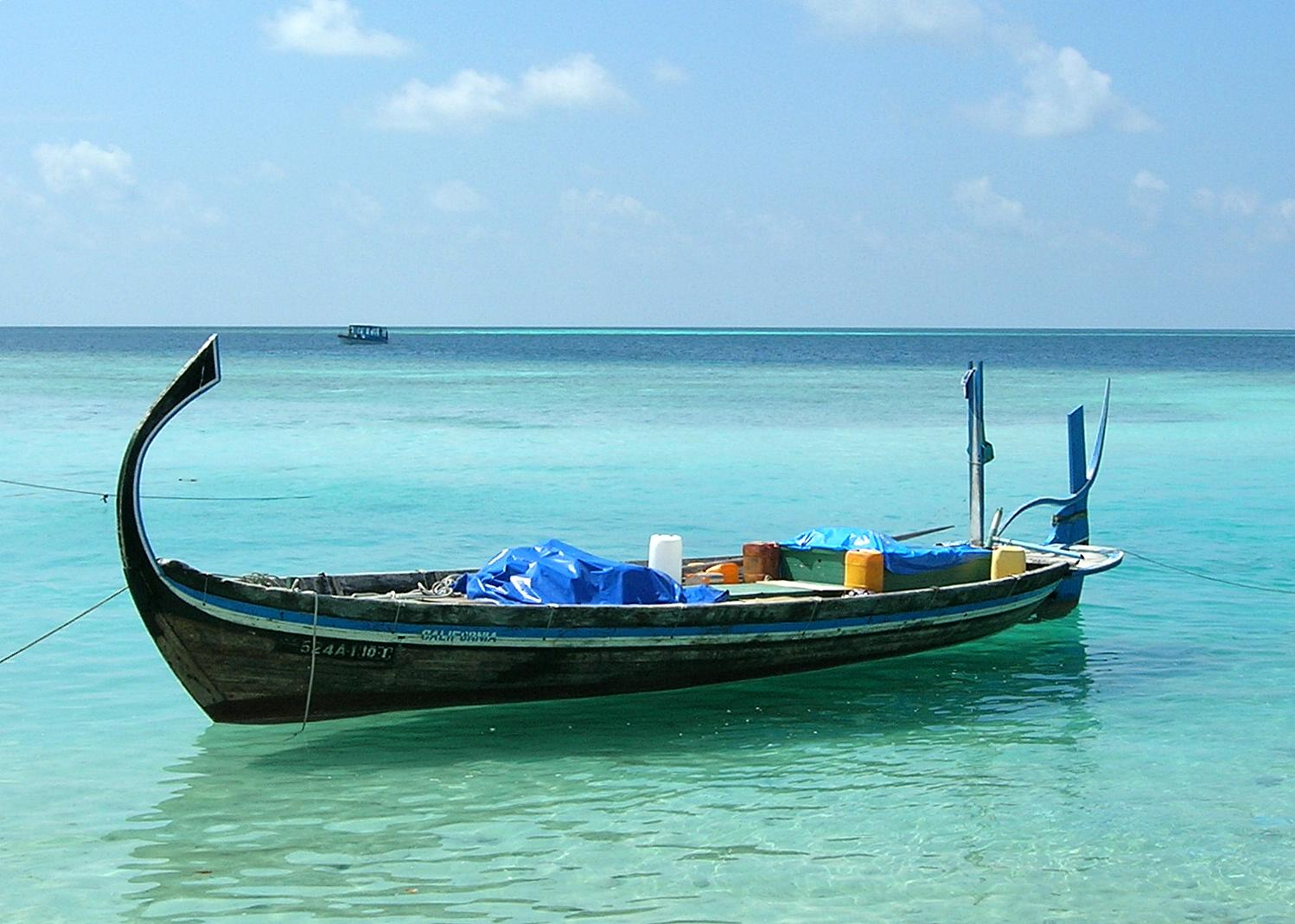
A pesca faz parte da economia das Maldivas.

A economia das Maldivas foi durante séculos totalmente dependente da pesca e de outros produtos marinhos. Por esta razão a pesca tem sido e ainda permanece sendo a principal ocupação da população. Este fato também tem significado que o governo dá uma prioridade especial a seu desenvolvimento.
Além da pesca, outra atividade que tem crescido durante os últimos anos é o turismo. Seu desenvolvimento tem criado direta e indiretamente emprego, e tem gerado oportunidades de trabalho em outras áreas, como a indústria. Na atualidade o turismo é a principal fonte de ingresso de moeda estrangeira, contribuindo com cerca de 20% do PIB. Com 86 centros turísticos em operação, no ano 2000 foram recebidos Predefinição:Fomatnum:467174 turistas estrangeiros.
A maior parte dos alimentos é importada. O país sofreu consideráveis danos com o tsunami de dezembro de 2004